# مطبخ طاجيكي

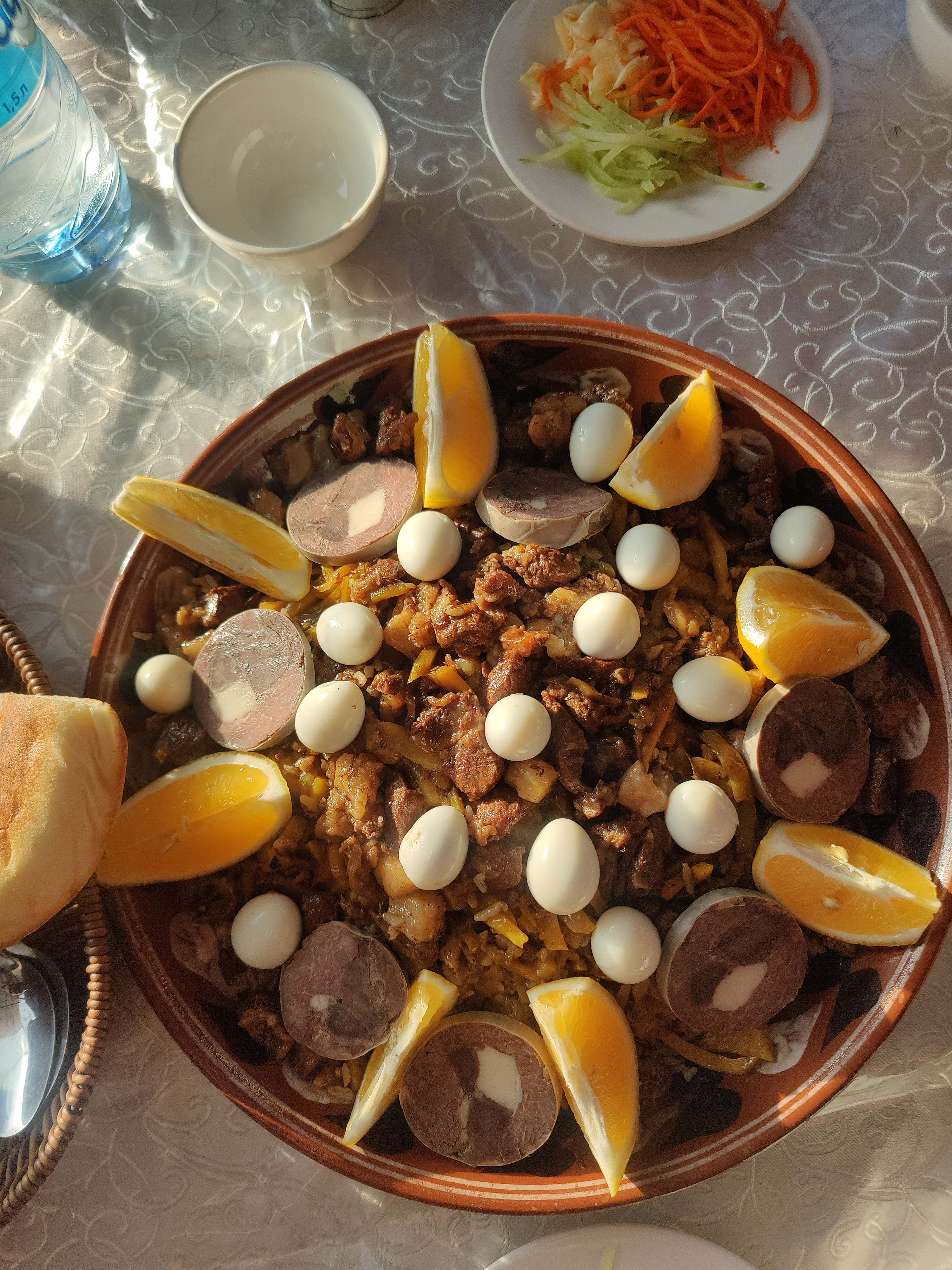
بيلاف طاجيكي مع لحم الضأن وبيض السمان.

المطبخ الطاجيكي هو المطبخ التقليدي في طاجيكستان، ويشترك في الكثير من القواسم المشتركة مع الطعام الإيراني والأفغاني والروسي والصيني والأوزبكي. بالوف أو بالاف (بيلاف) (بالطاجيكية: палав)، ويسمى أيضاً أوش (بالطاجيكية: ош)، هو الطبق الوطني في طاجيكستان، كما هو الحال في البلدان الأخرى في المنطقة. والشاي الأخضر (بالطاجيكية: чойи кабуд) هو المشروب الوطني.

## الأطعمة والأطباق الشائعة

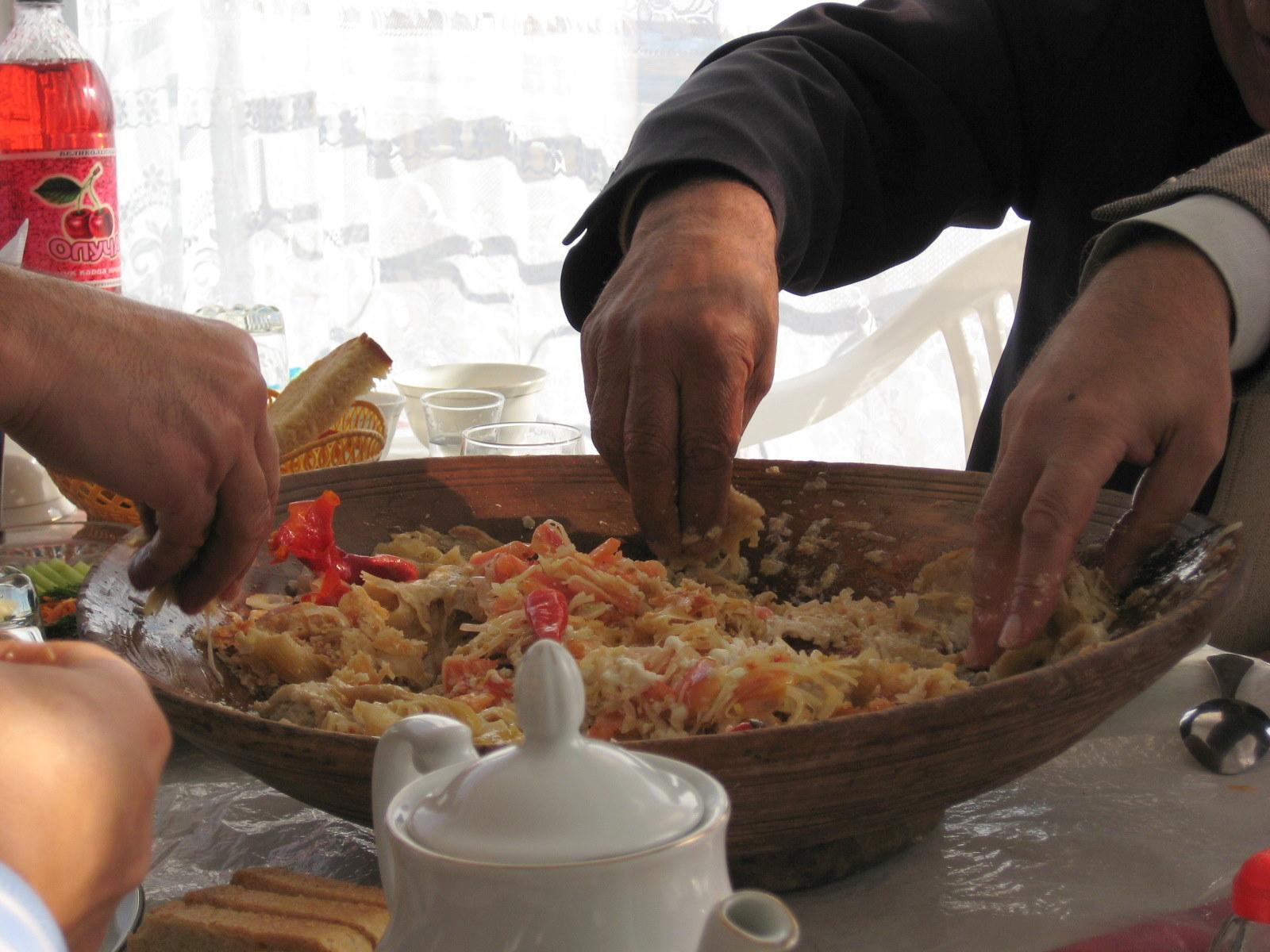
تناول القرطوب باليد بالطريقة التقليدية

البالاف أو الأوش، المعروف عموماً باسم بلوف (بيلاف)، هو طبق أرز مصنوع من الجزر المقطع إلى شرائح رفيعة وقطع من اللحم، تُقلى معاً في زيت نباتي أو دهن ضأن في إناء طهي خاص يسمى دِغ (مرجل على شكل مقلاة صينية) فوق لهب مكشوف. يُقطع اللحم إلى مكعبات قبل أو بعد الطهي، وقد يكون الجزر أصفراً أو برتقالياً، ويأخذ الأرز اللون الأصفر أو البرتقالي عبر قلي الجزر والزيت. يؤكل الطبق جماعياً عبر طبق كبير واحد يوضع في منتصف الطاولة، وغالباً ما يؤكل باليد بالطريقة التقليدية.
طبق تقليدي آخر لا يزال يؤكل باليد من طبق مشترك هو القرطوب (بالطاجيكية: қурутоб)، الذي يصف اسمه طريقة التحضير: «قروط» (بالطاجيكية: қурут، كرات الجبن المملحة المجففة) في الماء (بالطاجيكية: об، «أوب») ويسكب السائل على شرائح من الخبز المسطح الرقيق (فطير، بالطاجيكية: фатир، أو بشكل أكثر دقة «فطير رافغاني»: фатир ravғанӣ، أي فطير مصنوع من الزبدة أو الشحم للحصول على رقائق). يُغطى الطبق قبل التقديم، بالبصل المقلي في الزيت حتى يصبح ذهبي اللون ويُغطى بالخضروات الطازجة الموسمية. ولا يُضاف أي لحوم. يُعتبر القرطوب أحد الأطباق الوطنية، التي تؤكل بالأساس في المناطق الجنوبية.

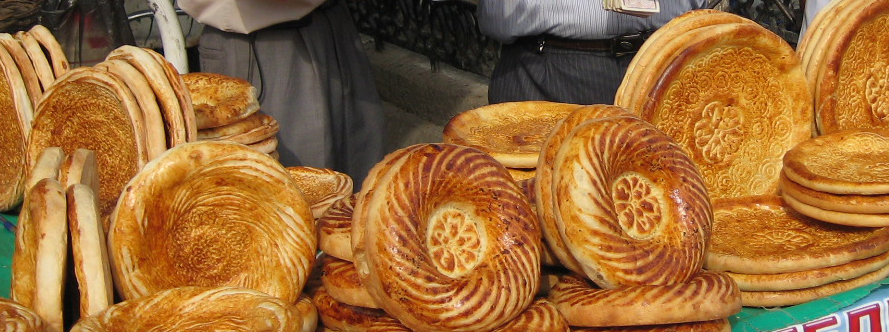
مجموعة مختارة من خبز النون التقليدية في السوق.

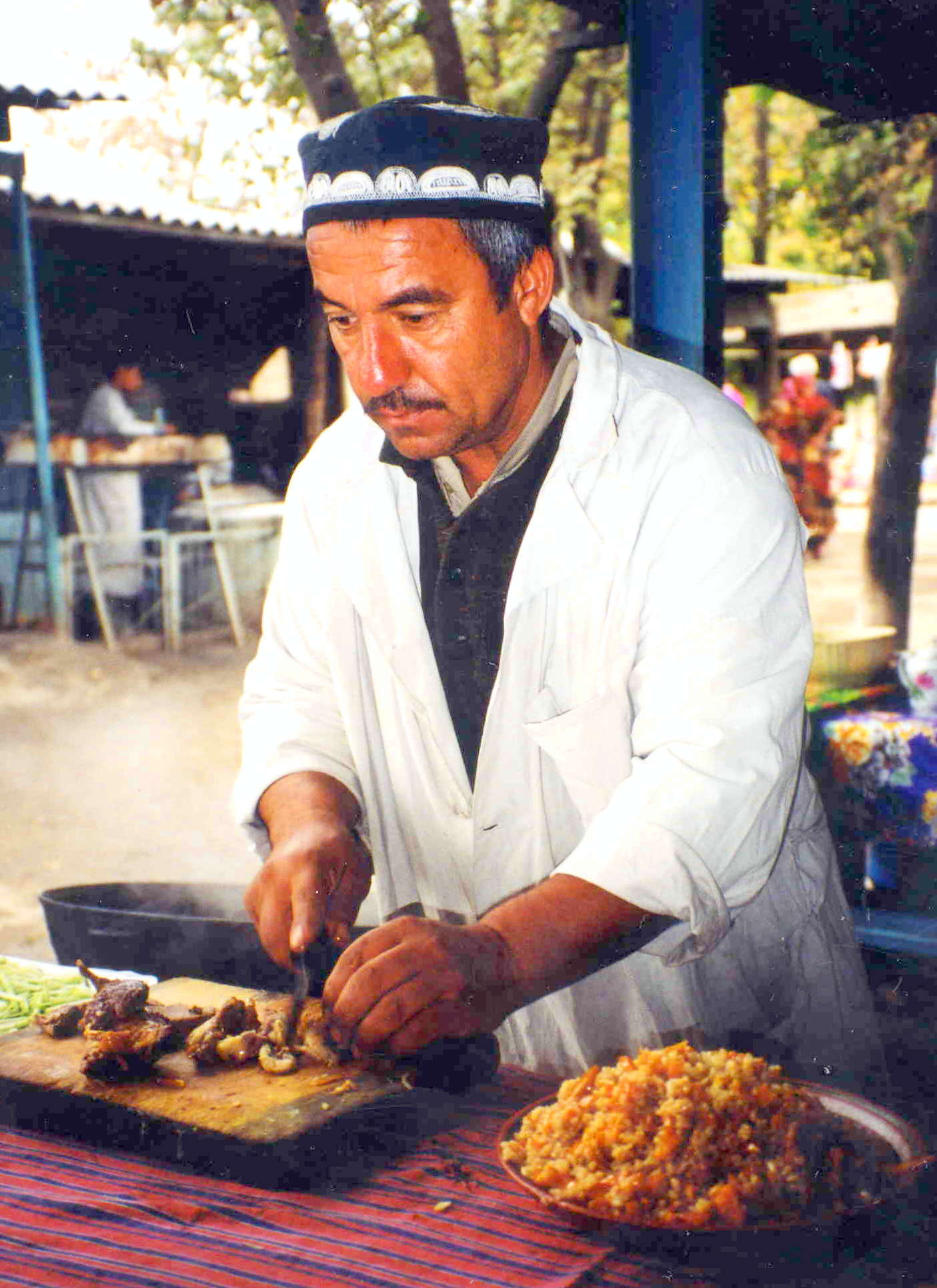
رجل طاجيكي يصنع البلوف..

تُقدم الوجبات دائماً تقريباً مع خبز النون (بالطاجيكية: нон)، وهو خبز مسطح يوجد في جميع أنحاء آسيا الوسطى. إذا كان عند الطاجيكي طعام ولكن بلا نون، فسيقال إنه نفد طعامه. إذا سقط النون على الأرض، فسيضعه الناس على حافة عالية للمتسولين أو الطيور. تقول الأسطورة أنه لا يُفترض أن يضع المرء النون رأساً على عقب لأن هذا سيجلب الحظ السيئ. وينطبق الشيء نفسه إذا وُضع أي شيء فوق النون، ما لم يكن قطعة أخرى من النون.
تتكون وجبة الإفطار عادةً من الشاي أو الكولتشا (خبز الحليب الطاجيكي) أو النون بالزبدة أو الحسيب (السجق) أو البانيير (جبن الفيتا) أو القيموق أو السرشير أو المربى أو التوخمبيريان (عجة باللحم) وما إلى ذلك. تؤكل الفواكه مثل التوت والعنب والبطيخ والتفاح والخوخ والمشمش أيضاً خلال فصل الصيف. غالبًا ما يُشرب الكومبوت (مشروب حلو غير كحولي يمكن تقديمه ساخناً أو بارداً ويصنع من الفواكه) أيضاً.
يشمل الحساء الطاجيكي التقليدي بالأساس حساء اللحوم والخضروات (مثل الشوربو [الإنجليزية] والبيتي)، وحساء اللحوم مع المعكرونة (مثل لغمن وأوغرو). تشمل الأطباق الأخرى المشتركة إقليمياً، إما كوجبة سريعة أو مقبلات، مانتي (زلابية لحم مطهوة على البخار)، وتوشبيرا (بيلميني)، والسمبوسة (معجنات مثلثة الشكل إما محشوة باللحم والبصل أو محشوة باليقطين والبصل، تُخبز في تنور)، وبيلياش [الإنجليزية] (جمع بيلياشي، بالطاجيكية: беляши، كعكات مقلية مصنوعة من عجينة الخميرة ومحشوة باللحم المفروم، على غرار البيروجكي).
تأثر المطبخ السوفيتي [الإنجليزية] بالمطبخ الطاجيكي وتأثر به الأخير بدوره.